# Universidad de Zonguldak Bülent Ecevit
La Universidad de Zonguldak Bülent Ecevit (en turco: Zonguldak Bülent Ecevit Üniversitesi, anteriormente Universidad de Zonguldak Karaelmas) es una universidad estatal ubicada en Zonguldak, Turquía. La Universidad fue fundada en 1992 enfocándose principalmente en la educación en Minería e Ingenierías.

## Historia
La Universidad se estableció en Zonguldak en conformidad con la Ley N° 3837 promulgada el 11 de julio de 1992 bajo el nombre de "Universidad de Zonguldak Karaelmas" el 1 de enero de 1993. Con el fin de explotar las minas de carbón en la cuenca del Mar Negro con personal técnicamente educado, en 1924 estableció una Escuela de Ingeniería de Minas en Zonguldak, sin embargo, más tarde fue cerrada y fue reemplazada por una Escuela Vocacional de Minería que luego se convirtió en la Escuela Técnica de Minería en 1949. Esta institución fue trasladada a Estambul en 1961 mediante la Ley Nº 165 llamada "Ley para la Apertura de una Nueva Escuela Técnica en Zonguldak" emitida en 1962, esta escuela técnica se convirtió en "La Academia Estatal de Ingeniería y Arquitectura" con la Ley Nº 1184, mientras los edificios estaban en construcción. 

La Academia, la cual estaba conformada por los departamentos de Minería, Mecánica, Electricidad y Construcción de acuerdo con la Ley Nº  1184, se convirtió en la Facultad de Ingeniería, conformada por los departamentos de Ingeniería de Minas e Ingeniería Mecánica de acuerdo con el Decreto Estatutario Nº  41 emitido en 1981, y posteriormente se fusionó con la Universidad de Hacettepe bajo el nombre de Facultad de Ingeniería de Zonguldak el 20 de junio de 1982. Con la fundación de la Universidad de Zonguldak Karaelmas de acuerdo con la Ley n.º 3837, esta Facultad que forma la base de la Universidad, la Escuela Vocacional de Zonguldak, la Escuela Vocacional de Alaplı y la Facultad de Ciencias Económicas y Administrativas de Zonguldak de la Universidad de Hacettepe bajo el nombre de “Facultad de Ciencias Económicas y Administrativas de Çaycuma” se fusionó con la Universidad. Luego, el nombre de la Facultad de Ciencias Económicas y Administrativas de Çaycuma se cambió a Facultad de Ciencias Económicas y Administrativas el 13 de diciembre de 2005.
Además, la Escuela de Servicios de la Salud de Zonguldak, la Escuela de Servicios de la Salud de Bartın y la Escuela de Servicios de la Salud de Karabük se han establecido en conformidad con el protocolo entre el Ministerio de Salud de Turquía y el Consejo de Educación Superior de la Universidad; sin embargo, la instrucción se imparte únicamente en la Escuela Vocacional de Servicios de la Salud de Zonguldak.
La Facultad de Silvicultura de Bartın, la Facultad de Artes y Ciencias de Devrek, la Facultad de Educación Técnica de Karabük y la Facultad de Medicina están dentro de la Ley de la Fundación. La Facultad de Artes y Ciencias de Devrek se transformó en Facultad de Artes y Ciencias el 13 de diciembre de 2005. La Facultad de Educación de Ereğli se estableció el 18 de enero de 1995, la Escuela de Servicios de Salud de Zonguldak se estableció el 2 de noviembre de 1996 y la Facultad de Bellas Artes y Diseño Fethi Toker, la Escuela de Administración y Negocios Marítimos, se estableció el 12 de octubre de 2005 y la Facultad de Artes y Ciencias de Karabük  y la Facultad de Ingeniería de Karabük se establecieron el 18 de diciembre de 2005.
El Conservatorio Estatal se creó en conformidad con la decisión tomada en la reunión del Consejo de Educación Superior el 5 de marzo de 2004 y la Escuela Vocacional Gökçebey Mithat-Mehmet Çanakçı se estableció de conformidad con la decisión adoptada en la reunión del 5 de mayo de 2005
Desde el establecimiento de la Facultad de Odontología el 13 de febrero de 2008 y la Facultad de Bellas Artes el 26 de agosto de 2008, ha habido 14 facultades, 4 escuelas, 9 escuelas vocacionales y un conservatorio estatal en la Universidad Zonguldak Karaelmas.
La universidad recibió su nombre en honor al ex primer ministro turco Bülent Ecevit en 2012.

## Unidades académicas

### Facultades y escuelas

#### Facultades
- Facultad de Medicina
- Facultad de Odontología
- Facultad de Medicina
- Facultad de Ingeniería
  - Departamento de Ingeniería Biomédica
  - Departamento de Ingeniería Informática
  - Departamento de Ingeniería Informática (Tarde)
  - Departamento de Ingeniería Ambiental
  - Departamento de Ingeniería Ambiental (Tarde)
  - Departamento de Ingeniería Eléctrica y Electrónica
  - Departamento de Ingeniería Eléctrica y Electrónica (Noche)
  - Departamento de Geomática (Ingeniería en Geodesia y Fotogrametría)
  - Departamento de Ingeniería de Alimentos
  - Departamento de Ingeniería Civil
  - Departamento de Ingeniería Civil (Tarde)
  - Departamento de Ingeniería Geológica
  - Departamento de Ingeniería Minera
  - Departamento de Ingeniería Mecánica
  - Departamento de Ingeniería Mecánica (Tarde)
  - Departamento de Ingeniería Metalúrgica
- Facultad de Educación de Ereğli
  - Departamento de Educación Científica
  - Departamento de Educación de Cultura Religiosa y Conocimiento Moral de la Escuela Primaria
  - Departamento de Educación de Cultura Religiosa y Conocimiento Moral de la Escuela Primaria (Noche)
  - Departamento de Educación Matemática de la Escuela Primaria
  - Departamento de Educación Preescolar
  - Departamento de Educación Preescolar (Tarde)
  - Departamento de Orientación y Asesoramiento Psicológico
  - Departamento de Orientación y Consejería Psicológica (Noche)
  - Departamento de Educación Primaria
  - Departamento de Educación Primaria (Tarde)
  - Departamento de Educación en Ciencias Sociales
  - Departamento de Educación del Idioma Turco
  - Departamento de Educación del Idioma Turco (Noche)
  - Departamento de Educación para Discapacitados Mentales
  - Departamento de Educación para Discapacitados Mentales (Noche)
- Facultad de artes y ciencias
  - Departamento de Arqueología
  - Departamento de Biología
  - Departamento de Biología (Tarde)
  - Departamento de Física
  - Departamento de Lengua y Literatura Inglesas
  - Departamento de Química
  - Departamento de Química (tarde)
  - Departamento de Matemáticas
  - Departamento de Matemáticas (Tarde)
  - Departamento de Biología Molecular y Genética
  - Departamento de Sociología
  - Departamento de Historia
  - Departamento de Lengua y Literatura Turcas
  - Departamento de Lengua y Literatura Turcas (Noche)
- Facultad de Bellas Artes
  - Departamento de Pintura
- Facultad de Ciencias Económicas y Administrativas
  - Departamento de Economía Laboral y Relaciones Industriales
  - Departamento de Economía
  - Departamento de Economía (Noche)
  - Departamento de Administración de Negocios
  - Departamento de Administración de Empresas (Tarde)
  - Departamento de Finanzas Públicas
  - Departamento de Finanzas Públicas (Noche)
  - Departamento de Ciencias Políticas y Administración Pública
  - Departamento de Ciencias Políticas y Administración Pública (Noche)
  - Departamento de Comercio Internacional y Administración de Empresas
- Facultad de Teología
  - Departamento de Educación de Cultura Religiosa y Conocimiento Moral de la Escuela Primaria
  - Departamento de Educación de Cultura Religiosa y Conocimiento Moral de la Escuela Primaria (Noche)
  - Departamento de Teología
  - Departamento de Teología (Tarde)
- Facultad de Comunicación
  - Departamento de Periodismo
  - Departamento de Relaciones Públicas y Publicidad
  - Departamento de Radio, Cine y Televisión

## Afiliaciones
La universidad hace parte de la Asociación Universitaria del Cáucaso.